# Seznam kulturních památek v Ostravě
Tento seznam nemovitých kulturních památek ve městě Ostrava v okrese Ostrava-město vychází z  Ústředního seznamu kulturních památek ČR, který na základě zákona č. 20/1987 Sb., o státní památkové péči, vede Národní památkový ústav jako ústřední organizace státní památkové péče. Údaje jsou průběžně upřesňovány, přesto mohou obsahovat i řadu věcných a formálních chyb a nepřesností či být neaktuální. 
Pokud byly některé části dotčeného území vyčleněny do samostatných seznamů, měly by být odkazy na tyto dílčí seznamy uvedeny v úvodu tohoto seznamu nebo v úvodu příslušné sekce seznamu.
- Seznam kulturních památek v Moravské Ostravě
- Seznam kulturních památek v Přívoze
- Seznam kulturních památek v Hrabůvce (Ostrava)
- Seznam kulturních památek v Porubě (Ostrava)
- Seznam kulturních památek ve Slezské Ostravě
- Seznam kulturních památek ve Vítkovicích (Ostrava)

## Hrabová
| Památka                           | Fotografie                                                            | Rejstříkové číslo v ÚSKP                                                             | Sídelní útvar                                               | Poloha                                                   | Popis a poznámky                                                   |
| --------------------------------- | --------------------------------------------------------------------- | ------------------------------------------------------------------------------------ | ----------------------------------------------------------- | -------------------------------------------------------- | ------------------------------------------------------------------ |
| Kostel svaté Kateřiny (Q11298531) | \| \| \| \| \| \|                                                     | 32601/8-232 Pam. katalog MIS                                                         | Ostrava                                                     | Hrabová, Jestřábského 49°46′27,4″ s. š., 18°16′49″ v. d. | Kostel sv. Kateřiny · Zapsáno do státního seznamu před rokem 1988. |
|                                   | Kategorie „Church of Saint Catherine (Hrabová) “ na Wikimedia Commons | Hledat fotografie a kategorie ve Wikimedia Commons podle rejstříkového čísla památky | Nahrát snímek k tomuto tématu do úložiště Wikimedia Commons |                                                          |                                                                    |

## Krásné Pole
| Památka           | Fotografie        | Rejstříkové číslo v ÚSKP                                                             | Sídelní útvar                                               | Poloha                                                                    | Popis a poznámky                             |
| ----------------- | ----------------- | ------------------------------------------------------------------------------------ | ----------------------------------------------------------- | ------------------------------------------------------------------------- | -------------------------------------------- |
| Kaple (Q38044448) | \| \| \| \| \| \| | 103010 Pam. katalog MIS                                                              | Ostrava                                                     | Krásné Pole, Družební, parc. 2291/10 49°50′55,74″ s. š., 18°7′30,3″ v. d. | Kaple Památkově chráněno od 26. června 2008. |
|                   |                   | Hledat fotografie a kategorie ve Wikimedia Commons podle rejstříkového čísla památky | Nahrát snímek k tomuto tématu do úložiště Wikimedia Commons |                                                                           |                                              |

## Mariánské Hory a Hulváky

### Mariánské Hory
|  | Kategorie „Kostel Panny Marie Královny (Ostrava) “ na Wikimedia Commons | Hledat fotografie a kategorie ve Wikimedia Commons podle rejstříkového čísla památky | Nahrát snímek k tomuto tématu do úložiště Wikimedia Commons |  |

|  |  | Hledat fotografie a kategorie ve Wikimedia Commons podle rejstříkového čísla památky | Nahrát snímek k tomuto tématu do úložiště Wikimedia Commons |  |

|  | Kategorie „Nivnická 331 (Ostrava) “ na Wikimedia Commons | Hledat fotografie a kategorie ve Wikimedia Commons podle rejstříkového čísla památky | Nahrát snímek k tomuto tématu do úložiště Wikimedia Commons |  |

|  |  | Hledat fotografie a kategorie ve Wikimedia Commons podle rejstříkového čísla památky | Nahrát snímek k tomuto tématu do úložiště Wikimedia Commons |  |

## Martinov
| Památka                            | Fotografie                                                                           | Rejstříkové číslo v ÚSKP                                                             | Sídelní útvar                                               | Poloha                                                                     | Popis a poznámky                                            |
| ---------------------------------- | ------------------------------------------------------------------------------------ | ------------------------------------------------------------------------------------ | ----------------------------------------------------------- | -------------------------------------------------------------------------- | ----------------------------------------------------------- |
| Socha svatého Floriána (Q38044491) | \| \| \| \| \| \|                                                                    | 52163/8-4086 Pam. katalog MIS                                                        | Ostrava                                                     | Martinov, Martinovská, při čp. 3026 49°51′19,31″ s. š., 18°10′48,71″ v. d. | Socha sv. Floriána Památkově chráněno od 8. listopadu 2002. |
|                                    | Kategorie „Statue of Saint Florian (Martinov, Czech Republic) “ na Wikimedia Commons | Hledat fotografie a kategorie ve Wikimedia Commons podle rejstříkového čísla památky | Nahrát snímek k tomuto tématu do úložiště Wikimedia Commons |                                                                            |                                                             |

## Michálkovice
|  |  | Hledat fotografie a kategorie ve Wikimedia Commons podle rejstříkového čísla památky | Nahrát snímek k tomuto tématu do úložiště Wikimedia Commons |  |

|  | Kategorie „Důl Michal (Michálkovice) “ na Wikimedia Commons | Hledat fotografie a kategorie ve Wikimedia Commons podle rejstříkového čísla památky | Nahrát snímek k tomuto tématu do úložiště Wikimedia Commons |  |

## Moravská Ostrava a Přívoz

### Moravská Ostrava
- Seznam kulturních památek v Moravské Ostravě

### Přívoz
- Seznam kulturních památek v Přívoze

## Nová Ves
|  | Kategorie „Church of Saint Bartholomew (Ostrava) “ na Wikimedia Commons | Hledat fotografie a kategorie ve Wikimedia Commons podle rejstříkového čísla památky | Nahrát snímek k tomuto tématu do úložiště Wikimedia Commons |  |

|  | Kategorie „Důl Ignát “ na Wikimedia Commons | Hledat fotografie a kategorie ve Wikimedia Commons podle rejstříkového čísla památky | Nahrát snímek k tomuto tématu do úložiště Wikimedia Commons |  |

|  | Kategorie „Vodárna (Nová Ves, Ostrava) “ na Wikimedia Commons | Hledat fotografie a kategorie ve Wikimedia Commons podle rejstříkového čísla památky | Nahrát snímek k tomuto tématu do úložiště Wikimedia Commons |  |

## Ostrava-Jih

### Hrabůvka
- Seznam kulturních památek v Hrabůvce (Ostrava)

### Zábřeh
|  | Kategorie „Castle in Zábřeh (Ostrava) “ na Wikimedia Commons | Hledat fotografie a kategorie ve Wikimedia Commons podle rejstříkového čísla památky | Nahrát snímek k tomuto tématu do úložiště Wikimedia Commons |  |

|  |  | Hledat fotografie a kategorie ve Wikimedia Commons podle rejstříkového čísla památky | Nahrát snímek k tomuto tématu do úložiště Wikimedia Commons |  |

|  | Kategorie „Památník rudoarmějců (Ostrava Zábřeh) “ na Wikimedia Commons | Hledat fotografie a kategorie ve Wikimedia Commons podle rejstříkového čísla památky | Nahrát snímek k tomuto tématu do úložiště Wikimedia Commons |  |

## Petřkovice
|  | Kategorie „Důl Anselm “ na Wikimedia Commons | Hledat fotografie a kategorie ve Wikimedia Commons podle rejstříkového čísla památky | Nahrát snímek k tomuto tématu do úložiště Wikimedia Commons |  |

|  | Kategorie „Oskar mine (Petřkovice) “ na Wikimedia Commons | Hledat fotografie a kategorie ve Wikimedia Commons podle rejstříkového čísla památky | Nahrát snímek k tomuto tématu do úložiště Wikimedia Commons |  |

|  | Kategorie „Bridge on the road number 56 in Ostrava “ na Wikimedia Commons | Hledat fotografie a kategorie ve Wikimedia Commons podle rejstříkového čísla památky | Nahrát snímek k tomuto tématu do úložiště Wikimedia Commons |  |

|  | Kategorie „Výšinné neopevněné sídliště Landek “ na Wikimedia Commons | Hledat fotografie a kategorie ve Wikimedia Commons podle rejstříkového čísla památky | Nahrát snímek k tomuto tématu do úložiště Wikimedia Commons |  |

## Plesná

### k. ú. Stará Plesná
|  | Kategorie „Church of Saint James the Greater (Plesná) “ na Wikimedia Commons | Hledat fotografie a kategorie ve Wikimedia Commons podle rejstříkového čísla památky | Nahrát snímek k tomuto tématu do úložiště Wikimedia Commons |  |

|  |  | Hledat fotografie a kategorie ve Wikimedia Commons podle rejstříkového čísla památky | Nahrát snímek k tomuto tématu do úložiště Wikimedia Commons |  |

## Polanka nad Odrou
|  | Kategorie „Church of Saint Anne (Polanka nad Odrou) “ na Wikimedia Commons | Hledat fotografie a kategorie ve Wikimedia Commons podle rejstříkového čísla památky | Nahrát snímek k tomuto tématu do úložiště Wikimedia Commons |  |

|  |  | Hledat fotografie a kategorie ve Wikimedia Commons podle rejstříkového čísla památky | Nahrát snímek k tomuto tématu do úložiště Wikimedia Commons |  |

|  | Kategorie „Crucifix in Polanka nad Odrou “ na Wikimedia Commons | Hledat fotografie a kategorie ve Wikimedia Commons podle rejstříkového čísla památky | Nahrát snímek k tomuto tématu do úložiště Wikimedia Commons |  |

|  |  | Hledat fotografie a kategorie ve Wikimedia Commons podle rejstříkového čísla památky | Nahrát snímek k tomuto tématu do úložiště Wikimedia Commons |  |

## Poruba
- Seznam kulturních památek v Porubě (Ostrava)

## Proskovice
|  |  | Hledat fotografie a kategorie ve Wikimedia Commons podle rejstříkového čísla památky | Nahrát snímek k tomuto tématu do úložiště Wikimedia Commons |  |

|  |  | Hledat fotografie a kategorie ve Wikimedia Commons podle rejstříkového čísla památky | Nahrát snímek k tomuto tématu do úložiště Wikimedia Commons |  |

|  | Kategorie „Chapel of Saint Florian (Proskovice) “ na Wikimedia Commons | Hledat fotografie a kategorie ve Wikimedia Commons podle rejstříkového čísla památky | Nahrát snímek k tomuto tématu do úložiště Wikimedia Commons |  |

|  |  | Hledat fotografie a kategorie ve Wikimedia Commons podle rejstříkového čísla památky | Nahrát snímek k tomuto tématu do úložiště Wikimedia Commons |  |

## Slezská Ostrava

### Slezská Ostrava
- Seznam kulturních památek ve Slezské Ostravě

### Heřmanice
|  |  | Hledat fotografie a kategorie ve Wikimedia Commons podle rejstříkového čísla památky | Nahrát snímek k tomuto tématu do úložiště Wikimedia Commons |  |

|  |  | Hledat fotografie a kategorie ve Wikimedia Commons podle rejstříkového čísla památky | Nahrát snímek k tomuto tématu do úložiště Wikimedia Commons |  |

### Hrušov
| Památka                                        | Fotografie                                                           | Rejstříkové číslo v ÚSKP                                                             | Sídelní útvar                                               | Poloha                                      | Popis a poznámky                                                          |
| ---------------------------------------------- | -------------------------------------------------------------------- | ------------------------------------------------------------------------------------ | ----------------------------------------------------------- | ------------------------------------------- | ------------------------------------------------------------------------- |
| Kostel svatých Františka a Viktora (Q12030725) | \| \| \| \| \| \|                                                    | 103905 Pam. katalog MIS                                                              | Ostrava                                                     | Hrušov 49°52′6,17″ s. š., 18°17′5,77″ v. d. | Kostel sv. Františka a sv. Viktora Památkově chráněno od 29. března 2010. |
|                                                | Kategorie „Kostel svatého Františka a Viktora “ na Wikimedia Commons | Hledat fotografie a kategorie ve Wikimedia Commons podle rejstříkového čísla památky | Nahrát snímek k tomuto tématu do úložiště Wikimedia Commons |                                             |                                                                           |

### Koblov
| Památka                                        | Fotografie                                                           | Rejstříkové číslo v ÚSKP                                                             | Sídelní útvar                                               | Poloha                                                                  | Popis a poznámky |
| ---------------------------------------------- | -------------------------------------------------------------------- | ------------------------------------------------------------------------------------ | ----------------------------------------------------------- | ----------------------------------------------------------------------- | --- |
| Výšinné neopevněné sídliště Landek (Q18249506) | \| \| \| \| \| \|                                                    | 20286/8-1450 Pam. katalog MIS                                                        | Ostrava                                                     | k. ú. Petřkovice a Koblov, Landek 49°52′5,36″ s. š., 18°16′23,67″ v. d. | Výšinné neopevněné sídliště Landek-táboř. lovců mamutů, osada lidu s mor. mal. ker., hradisko, hrad, archeologické stopy · Poznámka: hrad a hradisko v Koblově, ostatní parcely v Petřkovicích · Zapsáno do státního seznamu před rokem 1988. |
|                                                | Kategorie „Výšinné neopevněné sídliště Landek “ na Wikimedia Commons | Hledat fotografie a kategorie ve Wikimedia Commons podle rejstříkového čísla památky | Nahrát snímek k tomuto tématu do úložiště Wikimedia Commons |                                                                         | |

### Kunčice
| Památka                     | Fotografie        | Rejstříkové číslo v ÚSKP                                                             | Sídelní útvar                                               | Poloha                                                         | Popis a poznámky |
| --------------------------- | ----------------- | ------------------------------------------------------------------------------------ | ----------------------------------------------------------- | -------------------------------------------------------------- | --- |
| Zámek Kunčice (Q38044476) · | \| \| \| \| \| \| | 32734/8-2751 Pam. katalog MIS                                                        | Ostrava                                                     | Kunčice, Frýdecká 30/12 49°47′47,18″ s. š., 18°17′20,18″ v. d. | zámek · Poznámka: ochrana zrušena · Zapsáno do státního seznamu před rokem 1988. · Památková ochrana zrušena 1. června 2010. |
|                             |                   | Hledat fotografie a kategorie ve Wikimedia Commons podle rejstříkového čísla památky | Nahrát snímek k tomuto tématu do úložiště Wikimedia Commons |                                                                | |

### Kunčičky
|  | Kategorie „Důl Alexander “ na Wikimedia Commons | Hledat fotografie a kategorie ve Wikimedia Commons podle rejstříkového čísla památky | Nahrát snímek k tomuto tématu do úložiště Wikimedia Commons |  |

|  |  | Hledat fotografie a kategorie ve Wikimedia Commons podle rejstříkového čísla památky | Nahrát snímek k tomuto tématu do úložiště Wikimedia Commons |  |

## Stará Bělá
|  | Kategorie „Church of Saint John of Nepomuk (Ostrava) “ na Wikimedia Commons | Hledat fotografie a kategorie ve Wikimedia Commons podle rejstříkového čísla památky | Nahrát snímek k tomuto tématu do úložiště Wikimedia Commons |  |

|  |  | Hledat fotografie a kategorie ve Wikimedia Commons podle rejstříkového čísla památky | Nahrát snímek k tomuto tématu do úložiště Wikimedia Commons |  |

## Svinov
|  | Kategorie „Ostrava-Svinov (train station) “ na Wikimedia Commons | Hledat fotografie a kategorie ve Wikimedia Commons podle rejstříkového čísla památky | Nahrát snímek k tomuto tématu do úložiště Wikimedia Commons |  |

|  |  | Hledat fotografie a kategorie ve Wikimedia Commons podle rejstříkového čísla památky | Nahrát snímek k tomuto tématu do úložiště Wikimedia Commons |  |

|  | Kategorie „Obytná kolonie tažíren trub (Svinov) “ na Wikimedia Commons | Hledat fotografie a kategorie ve Wikimedia Commons podle rejstříkového čísla památky | Nahrát snímek k tomuto tématu do úložiště Wikimedia Commons |  |

|  | Kategorie „Former distillery in Ostrava-Svinov “ na Wikimedia Commons | Hledat fotografie a kategorie ve Wikimedia Commons podle rejstříkového čísla památky | Nahrát snímek k tomuto tématu do úložiště Wikimedia Commons |  |

|  | Kategorie „Granary in Svinov (Ostrava) “ na Wikimedia Commons | Hledat fotografie a kategorie ve Wikimedia Commons podle rejstříkového čísla památky | Nahrát snímek k tomuto tématu do úložiště Wikimedia Commons |  |

## Třebovice
|  | Kategorie „Church of the Assumption of the Virgin Mary (Třebovice) “ na Wikimedia Commons | Hledat fotografie a kategorie ve Wikimedia Commons podle rejstříkového čísla památky | Nahrát snímek k tomuto tématu do úložiště Wikimedia Commons |  |

|  |  | Hledat fotografie a kategorie ve Wikimedia Commons podle rejstříkového čísla památky | Nahrát snímek k tomuto tématu do úložiště Wikimedia Commons |  |

## Vítkovice
včetně k. ú. Zábřeh-VŽ
- Seznam kulturních památek ve Vítkovicích (Ostrava)